# 格罗佩洛凯罗利
格罗佩洛凯罗利（義大利語：Gropello Cairoli）是意大利帕维亚省的一个市镇。总面积26.11平方公里，人口4589人，人口密度175.8人/平方公里（2009年）。国家统计（ISTAT）代码为018076。